# Mike White (giocatore di football americano 1957)
James Michael White (Augusta, 11 agosto 1957) è un ex giocatore di football americano e allenatore di football americano statunitense che ha militato nel ruolo di defensive tackle nella National Football League (NFL).

## Carriera
White fu scelto nel corso del quarto giro del Draft NFL 1979 dai Cincinnati Bengals, con cui giocò per due stagioni. Nel 1981 passò ai Seattle Seahawks dove passò le ultime due stagioni da giocatore e di cui detiene ancora i record di franchigia per extra point bloccati in una stagione (2) e in carriera (3). Dal 1984 iniziò la sua carriera di allenatore nel college football presso la sua alma mater di Albany State.